# 土岐テレビ中継局
土岐テレビ中継局（ときテレビちゅうけいきょく）は、岐阜県土岐市にあるテレビ中継局。

## 中継局概要

### デジタルテレビ
| リモコン キーID | 放送局名                              | 中継局名 | 物理 チャンネル | 空中線電力 | ERP   | 放送対象 地域 | 放送区域 内世帯数 | 偏波面   |
| --------------- | ------------------------------------- | -------- | --------------- | ---------- | ----- | ------------- | ----------------- | -------- |
| 1               | THK 東海テレビ放送                    | 土岐北   | 15ch            | 300mW      | 1.1W  | 中京広域圏    | 9,050世帯         | 垂直偏波 |
| 2               | NHK 名古屋教育                        | 土岐     | 31ch            | 300mW      | 1.25W | 全国          | 9,050世帯         | 垂直偏波 |
| 3               | NHK 岐阜総合                          | 土岐     | 24ch            | 300mW      | 1.25W | 岐阜県        | 9,050世帯         | 垂直偏波 |
| 4               | CTV 中京テレビ放送                    | 土岐北   | 17ch            | 300mW      | 1.1W  | 中京広域圏    | 9,050世帯         | 垂直偏波 |
| 5               | CBCテレビ                             | 土岐北   | 16ch            | 300mW      | 1.1W  | 中京広域圏    | 9,050世帯         | 垂直偏波 |
| 6               | NBN 名古屋テレビ放送 愛称「メ～テレ」 | 土岐北   | 14ch            | 300mW      | 1.1W  | 中京広域圏    | 9,050世帯         | 垂直偏波 |
| 8               | GBS 岐阜放送 愛称「ぎふチャン」       | 土岐     | 30ch            | 300mW      | 1.25W | 岐阜県        | 9,050世帯         | 垂直偏波 |

## 廃止された局の概要

### アナログテレビ
| チャンネル | 放送局名                              | 中継局名 | 空中線電力        | ERP                 | 放送対象 地域 | 放送区域 内世帯数 | 偏波面   | 放送終了日     |
| ---------- | ------------------------------------- | -------- | ----------------- | ------------------- | ------------- | ----------------- | -------- | -------------- |
| 50ch       | NHK 名古屋教育                        | 土岐     | 映像3W/ 音声750mW | 映像16W/ 音声4W     | 全国          | 8,186世帯         | 垂直偏波 | 2011年 7月24日 |
| 52ch       | NHK 岐阜総合                          | 土岐     | 映像3W/ 音声750mW | 映像16W/ 音声4W     | 岐阜県        | 8,186世帯         | 垂直偏波 | 2011年 7月24日 |
| 54ch       | CBC 中部日本放送                      | 土岐北   | 映像3W/ 音声750mW | 映像15.5W/ 音声3.9W | 中京広域圏    | 8,186世帯         | 垂直偏波 | 2011年 7月24日 |
| 56ch       | THK 東海テレビ放送                    | 土岐北   | 映像3W/ 音声750mW | 映像15.5W/ 音声3.9W | 中京広域圏    | 8,186世帯         | 垂直偏波 | 2011年 7月24日 |
| 58ch       | NBN 名古屋テレビ放送 愛称「メ～テレ」 | 土岐北   | 映像3W/ 音声750mW | 映像15.5W/ 音声3.9W | 中京広域圏    | 8,186世帯         | 垂直偏波 | 2011年 7月24日 |
| 60ch       | CTV 中京テレビ放送                    | 土岐北   | 映像3W/ 音声750mW | 映像15.5W/ 音声3.9W | 中京広域圏    | 8,186世帯         | 垂直偏波 | 2011年 7月24日 |
| 62ch       | GBS 岐阜放送 愛称「ぎふチャン」       | 土岐     | 映像3W/ 音声750mW | 映像17.5W/ 音声4.3W | 岐阜県        | 8,186世帯         | 垂直偏波 | 2011年 7月24日 |

#### 正式な局名
- NHK…土岐テレビ中継放送所
- GBS…土岐テレビジョン放送局
- CBC…土岐北テレビ放送所
- NBN…土岐北テレビ放送局
- THK&CTV…土岐北放送局

## 所在地
- 土岐市泉町定林寺字園戸958-1（土岐市青年の家北西）の高根山[1]

## 放送エリア

### デジタルテレビ
- 土岐市の一部、9,050世帯[2]。

### アナログテレビ
- 土岐市の北部地域をカバーしていた。

## 歴史

### デジタルテレビ
- 2009年4月9日 - 予備免許交付。
- 2009年4月13日 - 試験放送開始。
- 2009年5月19日 - 免許交付[3]。
- 2009年5月20日 - 放送開始。

### アナログテレビ
- 1968年5月25日 - NHK土岐テレビジョン中継放送所（NHK名古屋総合・教育）が開局[4]。
- 1971年11月13日 - GBS岐阜放送・土岐テレビジョン放送局が開局[5]。
- 1973年2月17日 - NHK岐阜放送局の県域テレビ放送開始に伴い、総合テレビのローカル番組が、名古屋局から岐阜局に移行。
- 1976年11月19日 - CBC・土岐北テレビ放送所、東海テレビ・土岐北放送局、名古屋テレビ・土岐北テレビ放送局、中京テレビ・土岐北放送局が開局[6]。
- 2011年7月24日 - 全局廃局となった。

## その他
- 土岐中継局と称しているにもかかわらず、土岐市の中心的放送局という扱いはされていない（土岐南中継局を参照のこと）。